# كيريما
كيريما هي ممثلة جزائرية، ولدت في 10 فبراير 1925 بالجزائر في الجزائر.

## أعمال

### أفلام
- (1955) أرض الفراعنة

## وصلات خارجية
- كيريما على موقع IMDb (الإنجليزية)
- كيريما على موقع مونزينجر (الألمانية)
- كيريما على موقع ألو سيني (الفرنسية)
- كيريما على موقع تيرنر كلاسيك موفيز (الإنجليزية)
- كيريما على موقع أول موفي (الإنجليزية)
- كيريما على موقع قاعدة بيانات الأفلام السويدية (السويدية)
- كيريما على موقع قاعدة بيانات الفيلم (الإنجليزية)
- كيريما على موقع كينوبويسك (الروسية)